# NOSH-Aspirin
NOSH-Aspirin bezeichnet eine chemische Verbindung, die sich strukturell von der Acetylsalicylsäure (Aspirin) ableitet und im Körper sowohl Stickstoffmonoxid (NO) als auch Schwefelwasserstoff (H2S) freizusetzen vermag. Es handelt sich um ein Prodrug. NO und H2S fungieren im Organismus als Gasotransmitter, H2S wird mit antientzündlichen (antiinflammatorischen) Reaktionen in Verbindung gebracht, NO ist an der Aufrechterhaltung der gastrointestinalen Schleimhaut beteiligt.

NOSH-Aspirin: die ASS-Struktur ist grün, die H_{2}S freisetzende Struktur gelb und die NO freisetzende Struktur blau hervorgehoben

Acetylsalicylsäure (ASS) wirkt dosisabhängig über die Hemmung der Cyclooxygenasen COX-1 und COX-2 gerinnungshemmend, schmerzstillend, antirheumatisch  und  entzündungshemmend. Eine Schutzwirkung vor bestimmten Krebsarten ist umstritten. Durch die gezielte Kombination von ASS mit NO und H2S in einer hybriden molekularen Struktur soll eine stärkere antientzündliche Wirkung und bessere gastrointestinale Verträglichkeit erreicht werden. NOSH-Aspirin (NBS-1120) besitzt eine stärkere antiinflammatorische Wirkung als ASS und zeigt darüber hinaus auch eine Hemmung von Zellwachstum, was die Substanz für die Entwicklungen von Krebstherapien interessant macht. Weiter konnte nachgewiesen werden, dass NBS-1120 im Gegensatz zu ASS in der Lage ist die Produktion des proinflammatorischen Interleukin-1β effektiv zu hemmen und gleichzeitig entzündungsbedingte Hyperalgesie deutlich zu vermindern.
Varianten sind etwa Isomere wie m-NOSH-Aspirin [4-(3-Thioxo-3H-1,2-dithiol-5-yl)phenyl-3-{[4-(nitrooxy)butanoyl]oxy}benzoat] und p-NOSH-Aspirin [4-(3-Thioxo-3H-1,2-dithiol-5-yl)phenyl-4-{[4-(nitrooxy)butanoyl]oxy}benzoat] oder andere ASS-Hybride wie 4-Carbamothioylphenyl-2-((4-(nitrooxy)butanoyl)oxy)benzoat und 4-(Nitrooxy)butyl 2-(5-((R)-1,2-dithiolan-3-yl)pentanoyloxy)benzoat.

m-NOSH-Aspirin
4-Carbamothioylphenyl-2-((4-(nitrooxy)butanoyl)oxy)benzoat
4-(Nitrooxy)butyl 2-(5-((R)-1,2-dithiolan-3-yl)pentanoyloxy)benzoat